# Anatoli Fiodorov
Anatoli Fiodorov –en ruso, Анатолий Фёдоров– (1936-2012) fue un deportista soviético que compitió en remo.
Ganó una medalla en el Campeonato Mundial de Remo de 1962 y cuatro medallas en el Campeonato Europeo de Remo entre los años 1961 y 1971.

## Palmarés internacional
| Campeonato Mundial | Campeonato Mundial     | Campeonato Mundial | Campeonato Mundial |
| Año                | Lugar                  | Medalla            | Prueba             |
| ------------------ | ---------------------- | ------------------ | ------------------ |
| 1962               | Lucerna (Suiza)        | Medalla de bronce  | Cuatro con timonel |
| Campeonato Europeo |                        |                    |                    |
| Año                | Lugar                  | Medalla            | Prueba             |
| 1961               | Praga (Checoslovaquia) | Medalla de plata   | Cuatro con timonel |
| 1965               | Duisburgo (RFA)        | Medalla de bronce  | Dos sin timonel    |
| 1969               | Klagenfurt (Austria)   | Medalla de oro     | Cuatro sin timonel |
| 1971               | Copenhague (Dinamarca) | Medalla de bronce  | Cuatro con timonel |